# گوجلیلمو پسنتی
گوجلیلمو پسنتی (ایتالیایی: Guglielmo Pesenti; ۱۸ دسامبر ۱۹۳۳ – ۱۲ ژوئیهٔ ۲۰۰۲) دوچرخه‌سوار اهل ایتالیا بود.
وی در مسابقات کشوری و بین‌المللی در مجموع برندهٔ ۱ مدال نقره شده‌است.